# Salve Regina (Scarlatti, II)

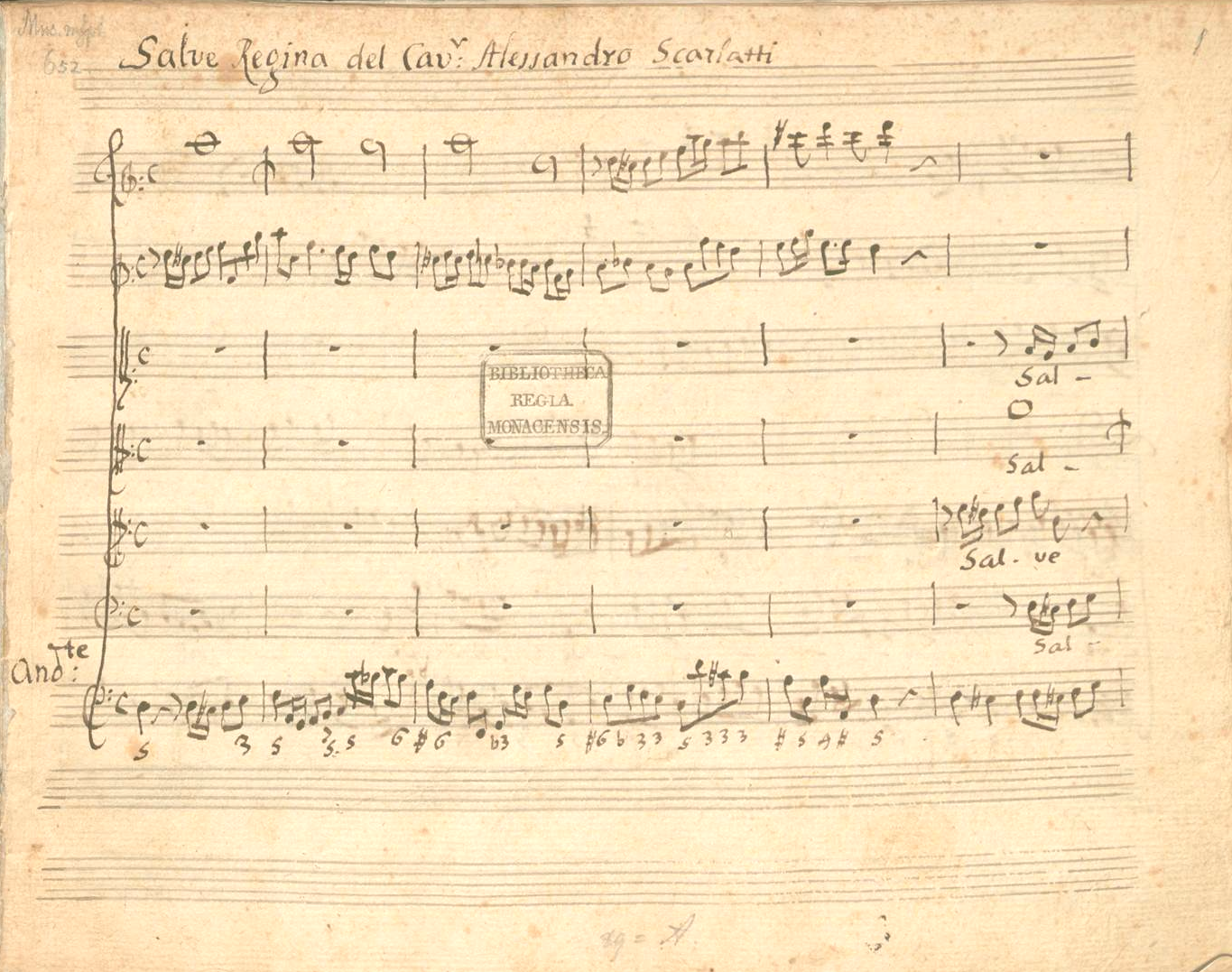
Première page d'une copie du début du XIXe siècle du Salve Regina [II] (Munich, Bayerische Staatsbibliothek, Mus. Ms. 652).

Le second Salve Regina (R. 519.10) du compositeur italien Alessandro Scarlatti est une antiphonie mariale, écrite sur l'antienne catholique. L'œuvre est conçue pour chœur à quatre voix (SATB), cordes et basse continue,  en ré mineur et composée avant 1706.
Elle fait partie de la sélection d'œuvres latines publiées dans les Concerti sacri, opus 2, à Amsterdam chez Estienne Roger en 1707/1708. La pièce dure environ 9 minutes.

## Manuscrits
Le manuscrit autographe étant perdu, il reste quatre copies manuscrites.
- B-Br, Ms II 3869 (Mus. Fétis 1831) (RISM 700003343)
- D-Mbs, Mus. Ms. 652 (1801) (RISM 456010580)[2]
- F-Pn, 9155(2) (XIXe siècle)[3]
- GB-Ob, mss. 904 (1859)

## Édition moderne
- Salve Regina, éd. Lajos Rovatkay, Möseler, 2010

## Discographie
- Salve Regina [II] ; Missa defunctorum ; Magnificat [II] ; Miserere - Ensemble Odhecaton, dir. Paolo Da Col (5-8 décembre 2015, Arcana)[4],[5],[6] (OCLC 965738049)